# Xã Lower Oxford, Quận Chester, Pennsylvania
Xã Lower Oxford (tiếng Anh: Lower Oxford Township) là một xã thuộc quận Chester, tiểu bang Pennsylvania, Hoa Kỳ. Năm 2010, dân số của xã này là 5.200 người.